# Kecsed község
Kecsed község (románul: Comuna Aluniș) község Kolozs megyében, Romániában. Központja Kecsed, beosztott falvai Bánffytótfalu, Girolt, Kecsedszilvás, Szilkerék.

## Fekvése
Kolozs megye északi részén helyezkedik el, Szamosújvártól 22, Kolozsvártól 46 kilométer távolságra. Szomszédos községek: Nagyiklód, Magyarszarvaskend, Alparét, Alsógyékényes valamint Dés municípium.

## Népessége
A 2011-es népszámlálás adatai alapján a község népessége 1223 fő volt, ami csökkenést jelent a 2002-ben feljegyzett 1403főhöz képest A lakosság túlnyomó többsége román (95,83%). Vallási hovatartozás szempontjából a lakosság többsége ortodox (87,65%), emellett élnek a községben pünkösdisták (4,66%) és baptisták (3,11%).

## Nevezetességei
A községből az alábbi épületek szerepelnek a romániai műemlékek jegyzékében:
- a girolti református templom (LMI-kódja CJ-II-m-B-07670)
- a kecsedi református templom (CJ-II-m-B-07516)
- a kecsedszilvási Szent Kereszt felmagasztalása fatemplom ( CJ-II-m-B-07740)
- a szilkeréki Schirling-kúria (CJ-II-m-B-07578)